# رجینا شوپف
رجینا شوپف (انگلیسی: Regina Schöpf; ۱۶ سپتامبر ۱۹۳۵ – ۳۰ اکتبر ۲۰۰۸) اسکی‌باز آلپاین اهل اتریش بود.